# Roger Bacon
Roger Bacon, angleški učenjak, teolog, filozof, šolski prenovitelj in manjši brat, * 1214, Ilchester, Somerset, grofija Somersetshire ali Bisley, Gloucester, Anglija, † 1294, (verjetno) Oxford.

## Življenje in delo
Bacon je študiral na Univerzah v Oxfordu in v Parizu. Po končanem študiju je ostal v Parizu in tam tudi nekaj časa poučeval. Po letu 1251 je postal član reda manjših bratov in ostal v Oxfordu. Pozneje je deloval spet v Parizu. Na Zahodu je uvedel študij Aristotela ter študij jezikov, optike in kemije.
Ukvarjal se je z naravoslovjem, zlasti z optiko in astronomijo. Prispeval je k razvoju eksperimentalne metode. Prepričan je bil, da sta poskus in matematika edini pravi poti k spoznavanju sveta. Zavračal je čarodejstvo, verjel pa je v astrologijo in se ukvarjal tudi z alkimijo. Pojasnil je načelo refrakcije, odboja (refleksije) in sferne aberacije ter opisal očala, ki so jih kmalu zatem res začeli uporabljati. Matematično je opisal delovanje leč in delal z njimi najpreprostejše poskuse. Pojasnil je navidezno velikost teles, navidezno povečanje velikosti Sonca in Lune na obzorju.
Latinski prevod dela al-Kindija, o geometrijski in fiziološki optiki, ki se je pojavil pod naslovom De aspectibus, je vplival na Bacona. Bacon je predlagal ladje, kočije in celo letala na mehanski pogon. Zanj je bila Zemlja krogla, ki jo je mogoče objadrati. Za opazovanje Sončevih mrkov je uporabil camero obscuro.
Odkril je, da lahko z mešanico žvepla, nitratov (solitrov) in oglja proizvedemo svetlobo in močne eksplozije. Takšen smodnik so uporabljali že Arabci. Na zahtevo papeža Klemena IV. je proti koncu leta 1260 pripravil razpravo o znanostih (slovnica, logika, matematika, fizika, filozofija, etika in sodobna filozofija) z naslovom Glavno delo (Opus Majus). Kakšen je bil vpliv te knjige ni znano, verjetno pa ni kaj dosti vplivalo, saj ga je papež videl šele, ko je bi že zelo bolan.
Leta 1276 je določil dolžino tropskega leta z napako 0,5m, 365d 5h 49m 12s.
Leta 1278 je vodja frančiškovskega reda Girolamo Masci, pozneje papež Nikolaj IV., prepovedal branje Baconovih knjig in je dal Bacona zapreti. Zaradi nepravovernih pogledov je bil obsojen na dolga leta ječe po zaslugi nekaterih sovražnikov v redu kateremu je pripadal. Kot »mož drznih misli in bahave samozavesti« je preživel 10 (15) let v zaporih. Vrnil se je v Oxford. Malo pred smrtjo je leta 1292 napisal delo Zbornik teološkega študija (Compendium Studii Theologiae). Njegove knjige so prekleli in so jih bralci spoznali šele v 18. stoletju. Šest njegovih del so natisnili v letih 1485 do 1614.
Leta 1733 so uredili in izdali njegovo Glavno delo. Navkljub svojemu razvitemu znanju, je sprejel nekatera tedaj razširjena in pozneje ovržena prepričanja kot je obstoj filozofskega kamna modrosti ali učinkovitost astrologije. Pripisujejo mu veliko odkritij, vendar jih je mnogo povzel od arabskih učenjakov. Študiral je več jezikov in je pisal v latinskem jeziku z velikim okusom in jasnostjo. Zaradi svojega širokega znanja so ga poznali pod nazivom Doctor Mirabilis (»občudovanja vredni doktor«).